# Jeanette Kwakye
Jeanette Boahemaa Kwakye (20 marzo 1983) è un'ex velocista britannica.

## Palmarès
| Anno | Manifestazione    | Sede       | Evento      | Risultato        | Prestazione | Note |
| ---- | ----------------- | ---------- | ----------- | ---------------- | ----------- | ---- |
| 2002 | Mondiali juniores | Kingston   | 4×100 m     | Bronzo           | 44"22       |      |
| 2007 | Europei indoor    | Birmingham | 60 m piani  | 4ª               | 7"20        |      |
| 2007 | Mondiali          | Osaka      | 100 m piani | Quarti di finale | 11"40       |      |
| 2008 | Mondiali indoor   | Valencia   | 60 m piani  | Argento          | 7"08        |      |
| 2008 | Giochi olimpici   | Pechino    | 100 m piani | 6ª               | 11"14       |      |
| 2008 | Giochi olimpici   | Pechino    | 4×100 m     | Finale           | dnf         |      |
| 2011 | Mondiali          | Taegu      | 100 m piani | Semifinale       | 11"48       |      |
| 2011 | Mondiali          | Taegu      | 4×100 m     | Batteria         | 43"95       |      |